# NHK 나라 방송국

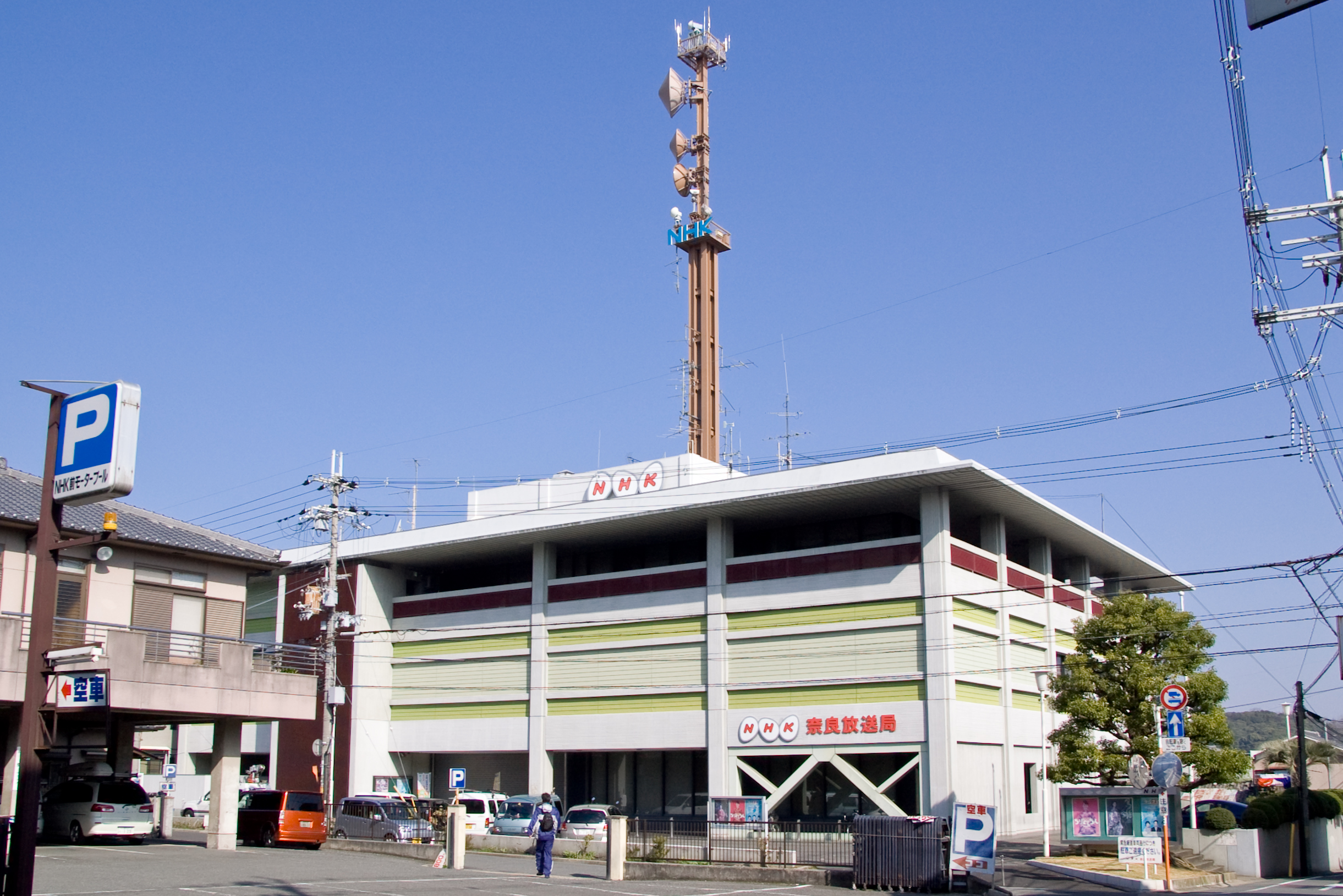
NHK 나라 방송회관

NHK 나라 방송국(일본어: NHK奈良放送局)은 나라현을 방송 구역으로 하는 NHK의 지역 방송국이며 FM라디오·텔레비전 방송을 담당하고 있다.

## 연혁
- 1937년 9월 16일 오사카 중앙 방송국 나라 출장소 개설.
- 1948년 5월 1일 나라 출장소를 나라 지국으로 개칭.
- 1951년 7월 1일 나라 지국을 나라 방송국으로 개칭(송신 시설 없음).
- 1971년 3월 27일　FM방송 개시(호출 부호 JOUP-FM).
- 1972년 7월 3일 종합 텔레비전 지역 방송 개시.
- 2005년 4월 1일 나라현 지역 지상 디지털 텔레비전 방송 개시.
- 2007년 5월　원세그를 통한 현역방송 개시(오사카 방송국과의 원세그 동시방송을 중단하고 현역빙송 실시)
- 2011년 7월 24일 지상파 아날로그 텔레비전 방송 종료

## 채널·주파수
- 종합 텔레비전 나라본국 31ch(JOUP-DTV)
- 교육 텔레비전 오사카방송국 13ch(JOBB-DTV)
- FM방송 87.4MHz (JOUP-FM)

## 보충 서술
- 종합 텔레비전과 FM방송 이외는 오사카국 중계국으로 간주한다.
- 라디오 제1· 제2 방송은 현내에 송신소가 없어서 오사카 방송국의 방송을 들어야 한다.
- 대한민국의 KBS 대구방송총국과 자매결연을 맺으면서 국제교환뉴스를 전하고 있다.

## 나라현에 있는 다른 방송국
- 나라 TV 방송(독립 텔레비전 방송국)